# Turbation
Turbationen (von lateinisch turbatio, Verwirbelung) sind Durchmischungsvorgänge von Bodenhorizonten oder Sedimenten. Nach ihren Ursachen werden die folgenden Unterarten unterschieden.

## Bioturbation
Die Bioturbation ist eine durch Bodenlebewesen verursachte Durchmischung des Bodens oder Sedimentes. Die Durchmischung führt zu einer Ausweitung von Horizonten sowie einer "Verwischung" der Horizontübergänge. Fraßgänge von Maulwürfen und Regenwürmern bilden sekundäre Bodenporen, die bei der Wasserleitfähigkeit von feinkörnigen Böden eine entscheidende Rolle spielen. Die Vorgänge der Bioturbation fördern die Bildung von Kalk-Ton-Humus-Komplexen, die das für die Bodenfruchtbarkeit wertvolle Krümelgefüge stabilisieren.
Eigentlich gehören auch anthropogene Bodenbearbeitungsmaßnahmen zur Bioturbation, werden aber konventionell nicht eingerechnet.

## Hydroturbation
Die Hydroturbation, auch Peloturbation, ist eine durch wechselnde Wassergehalte verursachte Quelldruckbewegung. Sie beruht auf Quellungs- und Schrumpfungsvorgängen von Tonmineralen. Es entstehen Bodenspalten, in die Tonminerale eingeschwemmt werden. An der Oberfläche entsteht eine Struktur von Mikrohügeln neben Mikromulden (Mikroturbation).
Hydroturbation führt zur Entstehung von Vertisolen.

## Kryoturbation
Die Kryoturbation ist eine durch Eis verursachte Turbation. Bei diesem physikalischen Verwitterungseffekt ist der gleiche Mechanismus wie bei der Frostsprengung (Kryoklastik) von Gestein anzutreffen – Volumenvergrößerung bei Eisbildung aus Wasser. In wassergesättigten Böden wird durch den Wechsel von Frost und Auftauen der Boden gemischt, es kommt zur Bildung von Eislinsen und Frosthebungsvorgängen.